# Großsteingrab Kirkelte Hegn 1
Das Großsteingrab Kirkelte Hegn 1 ist eine megalithische Grabanlage der jungsteinzeitlichen Nordgruppe der Trichterbecherkultur im Kirchspiel Karlebo in der dänischen Kommune Fredensborg.

## Lage
Das Grab liegt östlich von Kirkelte im Norden des Waldgebiets Kirkelte Hegn. Nur 80 m südwestlich befindet sich das Großsteingrab Kirkelte Hegn 2. In der näheren Umgebung gibt bzw. gab es zahlreiche weitere megalithische Grabanlagen. 

## Forschungsgeschichte
In den Jahren 1884 und 1942 führten Mitarbeiter des Dänischen Nationalmuseums Dokumentationen der Fundstelle durch. 1984 wurde das Grab restauriert.

## Beschreibung
Die Anlage besitzt eine ost-westlich orientierte rechteckige Hügelschüttung mit einer Länge von etwa 17 m und einer Breite von 8,6 m. Von der Umfassung sind noch 16 Steine erhalten, davon stehen sieben aufrecht.
Der Hügel enthält zwei Grabkammern. Die erste Kammer liegt im Westteil des Hügels und ist als Urdolmen anzusprechen. Sie ist ost-westlich orientiert und hat einen rechteckigen Grundriss. Sie hat eine Länge von 0,8 m, eine Breite von 0,6 m und eine Höhe von 0,6 m. Die Kammer besteht aus je einem Wandstein an allen vier Seiten sowie einem Deckstein.
Die zweite Kammer liegt im Ostteil des Hügels und ist ebenfalls als Polygonaldolmen anzusprechen. Sie ist nord-südlich orientiert und hat einen fünfeckigen Grundriss. Sie hat eine Länge von 1,3 m und eine Breite von 1 m. Die Kammer besteht aus je einem Wandstein im Westen, Norden, Osten und Südosten. An der offenen Südwestseite befindet sich ein Schwellenstein. Auf den Wandsteinen liegt ein Deckstein auf. An der Südwestseite ist der Kammer ein nord-südlich orientierter Gang vorgelagert, von dem nur ein Wandstein an der Westseite erhalten ist.
Bei der Restaurierung im Jahr 1984 wurden das Grab von Bewuchs befreit und die Hügelschüttung mit einer 10 cm dicken Erdschicht sowie einer bis zu 40 cm dicken Erde-Kies-Schicht verstärkt.